# Luka Marić
Luka Marić (ur. 25 kwietnia 1987 w Puli) – chorwacki piłkarz występujący na pozycji obrońcy w chorwackim NK Opatija. Wychowanek NK Rovinj, w swojej karierze reprezentował także barwy NK Pomorac, Istra 1961, HNK Rijeka, Zawiszy Bydgoszcz, Persepolis FC, Dinamo Bukareszt, Arki Gdynia, Argeș Pitești i FC Brașov.